# Épicentre
Ne doit pas être confondu avec Hypocentre.

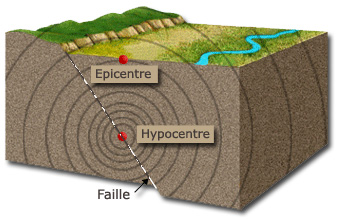
Épicentre et hypocentre (ou foyer).

Lors d'un séisme, on désigne par épicentre la projection à la surface de la Terre de l'hypocentre (ou foyer), le point où prend naissance la rupture (le préfixe grec epi signifie « au-dessus »). Le travail consistant à déterminer la position de l'épicentre du séisme s'appelle localisation.
Les ondes sismiques ont à parcourir le chemin le plus court pour atteindre l'épicentre à la surface du sol. Elles perdent, de ce fait, très peu d'énergie en raison du peu de roches qu'elles traversent. Comme elles ont plus d'énergie à l'épicentre, les dégâts provoqués sont plus importants en cet endroit qu'ailleurs.